# Göbler-Hirthmotoren
Göbler-Hirthmotoren GmbH est un constructeur de moteurs d'avion basé à Benningen, en Allemagne.

## Historique
L'entreprise est née en 1974 de l'ancienne société Hirth Motoren (de) elle-même créée en 1927 dans la banlieue nord de Stuttgart.

## Moteurs fabriqués par Hirth

### Moteurs à pistons

#### A l'origine

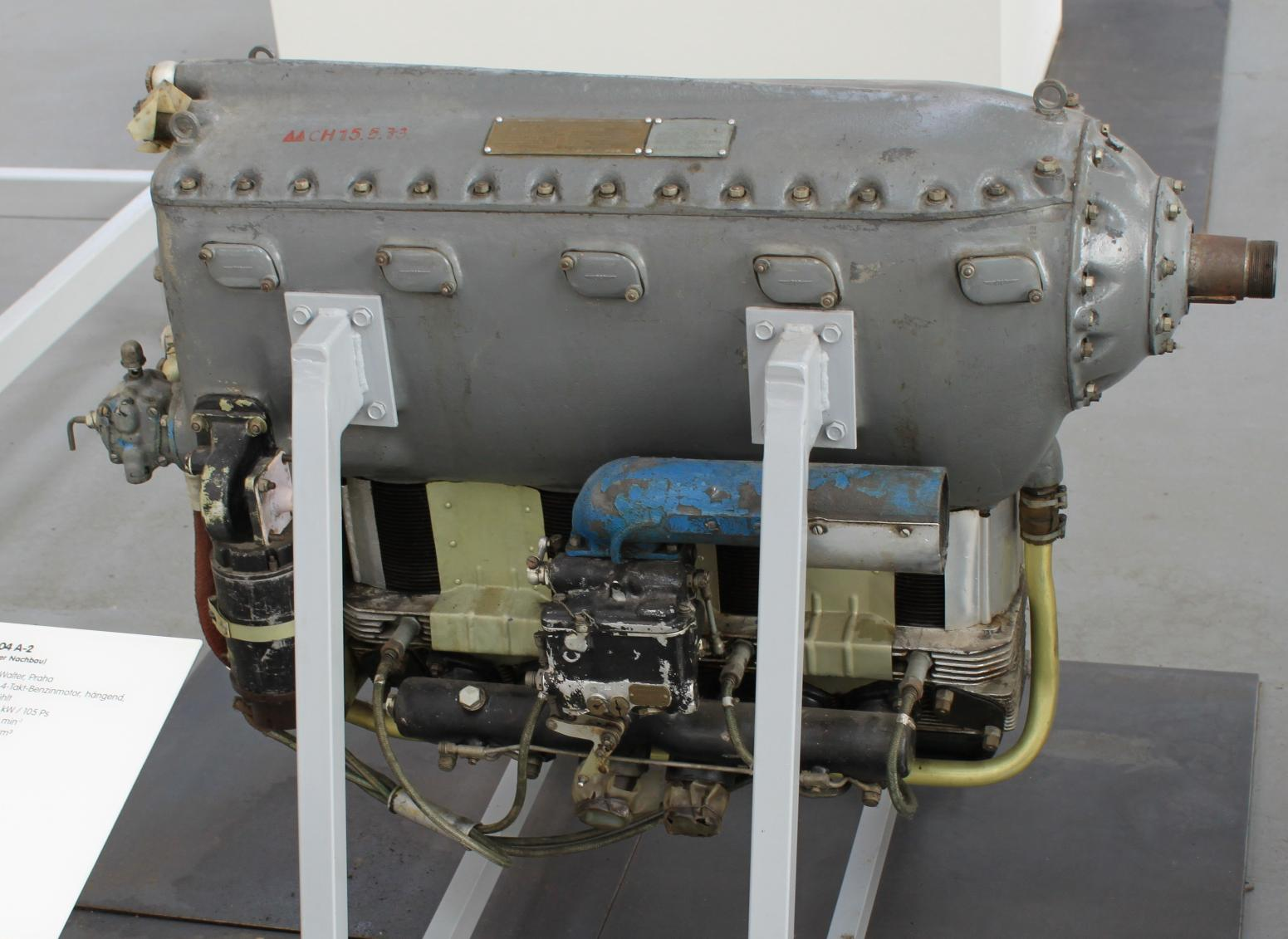
Moteur Hirth HM-504-A2 - Années 1930.

- Hirth HM 60 : Moteur en ligne d'avion, 4 cylindres en V inversé, à refroidissement par air, 80 ch (60 kW)
- Hirth HM 500 : 4 cylindres en ligne en V inversé à refroidissement par air
- Hirth HM 501 : 4 cylindres en ligne en V inversé à refroidissement par air,
- Hirth HM 504 : Moteur en ligne 4 cylindres en V inversé à refroidissement par air, 105 ch (78 kW)
- Hirth HM 506 : Moteur en ligne 6 cylindres en V inversé à refroidissement par air, 165 ch (123 kW)
- Hirth HM 508 : 8 cylindres en V inversé à refroidissement par air, 280 ch (209 kW)
- Hirth HM 512 : 12 cylindres en V inversé à refroidissement par air, 400 ch (298 kW)
- Hirth HM 515 : 4 cylindres en V inversé à refroidissement par air, 60 ch (45 kW)

#### Post Seconde Guerre mondiale

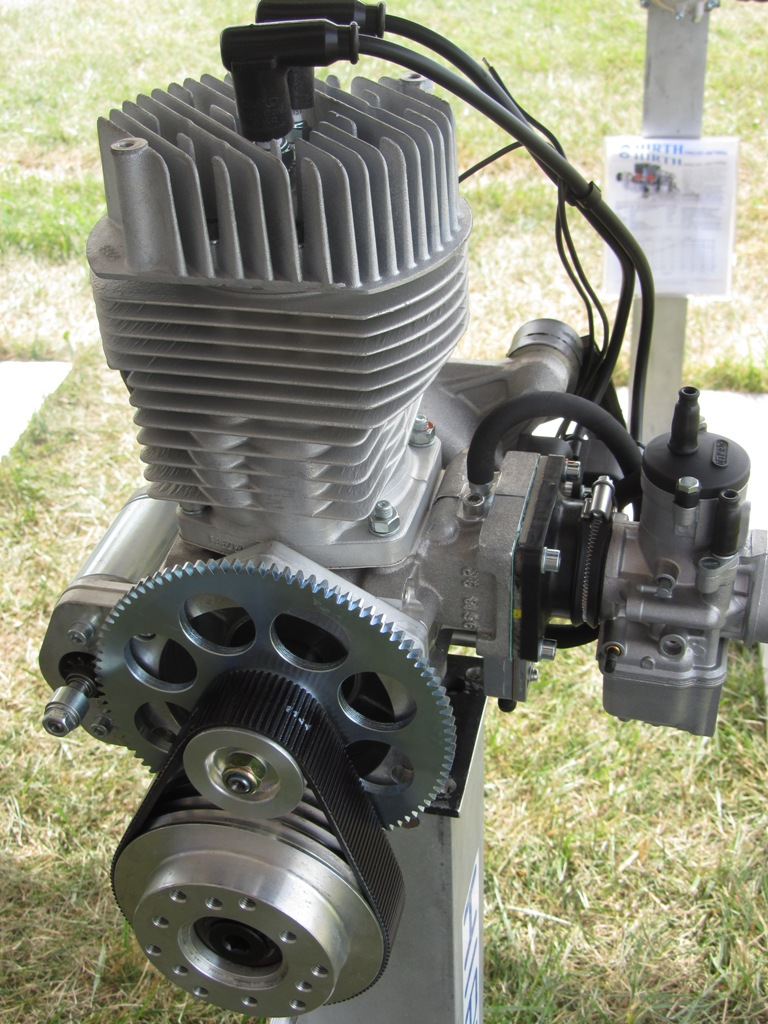
Moteur Hirth F33 - Années 2000.

- Hirth F-23 : Moteur à deux temps 2 cylindres, 50 ch (37 kW)
- Hirth F-30 : Moteur à deux temps 4 cylindres, 110 ch (82 kW)
- Hirth F-33 : Moteur à deux temps mono-cylindre, 28 ch (21 kW)
- Hirth F-36 : Moteur à deux temps 1 cylindre, 15 ch (11 kW)
- Hirth F-40 : Moteur à deux temps 4 cylindres, 120 ch (89 kW)
- Hirth F-102 : Moteur à deux temps 2 cylindres, 26 ch (19 kW)
- Hirth F-263 : Moteur à deux temps 2 cylindres, 31 ch (23 kW)
- Hirth 2702 : Moteur à deux temps 2 cylindres, 40 ch (30 kW)
- Hirth 2703 : Moteur à deux temps 2 cylindres, 55 ch (41 kW)
- Hirth 2704 : Moteur à deux temps 2 cylindres, 53 CV (40 kW)
- Hirth 2706 : Moteur à deux temps 2 cylindres 65 ch (48 kW)
- Hirth 3002 : Moteur à deux temps 4 cylindres, 83 ch (62 kW)
- Hirth 3202 : Moteur à deux temps 2 cylindres, 55 ch (41 kW)
- Hirth 3203 : Moteur à deux temps 2 cylindres, 65 ch (48 kW)
- Hirth 3502 : Moteur à deux temps 2 cylindres, 60 ch (45 kW)
- Hirth 3503 : Moteur à deux temps 2 cylindres, 70 ch (52 kW)
- Hirth 3701 : Moteur à deux temps 3 cylindres, 100 ch (75 kW)

### Turboréacteurs
- Heinkel HeS 1 : le premier moteur à réaction opérationnel
- Heinkel HeS 3 : le premier moteur à réaction à voler
- Heinkel-Hirth HeS 30 : alias 006, peut-être le meilleur des premiers modèles allemands, annulé
- Heinkel-Hirth HeS 40 : Moteur à combustion "à volume constant"
- Heinkel-Hirth HeS 50 : ventilateur à conduit pour un vol de longue durée
- Heinkel-Hirth HeS 60 : HeS 50 avec un étage de turbine supplémentaire
- Heinkel-Hirth HeS 011 : conception avancée à deux étages, seulement 19 exemplaires de test construits